# Vladimir Andrejev
Vladimir Georgevitsj Andrejev (Russisch: Владимир Георгиевич Андреев) (Ilinka, Ikrjaninski District, Oblast Astrachan, 14 juli 1945) is een voormalig basketbalspeler die uitkwam voor het nationale team van de Sovjet-Unie.  Hij had de rang van Luitenant-kolonel in het Russische Leger.

## Carrière
Andrejev was een twee meter vijftien lange Center. Andrejev begon in 1963 bij Lokomotiv Alma-Ata. In 1967 ging hij naar CSKA Moskou. In 1969 won hij met CSKA Moskou de EuroLeague door Real Madrid uit Spanje na twee verlengingen met 103-99 te verslaan. Hij werd topscorer in de finale met zevenendertig punten. In 1971 won hij weer met CSKA Moskou de EuroLeague door Ignis Varese uit Italië met 67-53 te verslaan. In 1973 verloor hij met CSKA Moskou de finale van de EuroLeague van hetzelfde Pallacanestro Ignis Varese met 71-66. In 1974 speelde hij zijn laatste jaar voor SKA Riga. Afgestudeerd aan het Kazachse Instituut voor Lichamelijke Opvoeding, werkte als leraar van fysieke training op de Militaire Academie Engineering. Kreeg de onderscheiding Meester in de sport van de Sovjet-Unie in 1968.

## Erelijst
- Landskampioen Sovjet-Unie: 5
  - Winnaar: 1969, 1970, 1971, 1972, 1973
  - Derde: 1967, 1968
- Bekerwinnaar Sovjet-Unie: 2
  - Winnaar: 1972, 1973
- EuroLeague: 2
  - Winnaar: 1969, 1971
  - Runner-up: 1973
- Olympische Spelen:
  - Brons: 1968
- Wereldkampioenschap: 1
  - Goud: 1967
  - Brons: 1970
- Europees kampioenschap: 3
  - Goud: 1967, 1969, 1971